# Quilombo Jesus
Jesus é uma comunidade remanescente de quilombo, população tradicional brasileira, localizada no Vale do rio São Miguel, nos municípios brasileiros de São Miguel do Guaporé e Seringueiras, em Rondônia. A comunidade de Jesus é formada por uma população de 12 famílias, 56 pessoas, distribuídas em uma área de 5627,3058 hectares. Foi fundada na década de 1920/1930 e recebeu seu nome em homenagem ao patriarca fundador, Senhor Jesus Gomes de Oliveira.
O território foi certificado como remanescente de quilombo (reminiscências históricas de antigos quilombos) em 2009, pela Fundação Cultural Palmares. Esta comunidade teve o Relatório Técnico de Identificação e Delimitação publicado em 2007(etapa da regularização fundiária), tendo recebido a titulação da terra em 08/25/2010, pelo INCRA.

## História
A comunidade Jesus tem ligação com as pessoas escravizadas em Vila Bela da Santíssima Trindade, Mato Grosso. Na década de 1920/1930, Jesus Gomes de Oliveira deixou a região de Limoeiro, no rio São Miguel, onde a família explorava o látex. Chegou à região da atual comunidade Jesus, onde vivia a família de Luiza Assunção, que fazia o corte da Poaia (Caripichea pecacuaha) e a coleta da Castanha do Pará. A família de Luiza decidiu abandonar o local por conta do declínio do valor dos produtos. O casal fundador Jesus Gomes (22 anos) e Luiza Assunção (17 anos) teve 12 filhos (a primeira filha nasceu em 1955) que formaram suas próprias famílias entre si. Portanto, entre 1930 e 1980, os moradores casaram entre si e viveram de forma endogâmica. As famílias sobreviveram da agricultura da mandioca, do arroz, do feijão, do milho, da batata, da abóbora e de outros. Pesca e caça e criação de animais (galinha, pato doméstico, porco, boi e ovelha) complementaram a alimentação e a economia.
Permaneceram isolados até finais dos anos 1980, quando o INCRA abriu uma frente para o assentamento de colonos (Projeto Primavera) que alcançou o quilombo. Mas os colonos venderam seus lotes para os grandes fazendeiros, que implementaram porteiras trancadas com cadeados em passagens estratégicas. De modo que, no início dos anos 2000, o trânsito pela estrada estadual só era possível com a permissão dos fazendeiros.
Entre 2006 e 2010, o Quilombo Jesus foi estudado pelo IBAMA e foi percebido como entrave à expansão ilegal das fazendas. Dessa forma, foi o primeiro quilombo a ser titulado no estado de Rondônia. Contudo, receberam apenas 6.000 hectares de terras totalmente alagáveis. Os grandes castanhais que sustentaram as famílias por longos anos foram derrubados para abrir espaço para os pastos. Os quilombolas passaram a trabalhar como peões nas terras que antes eram suas.

## Tombamento
O tombamento de quilombos é previsto pela Constituição Brasileira de 1988, bastando a certificação pela Fundação Cultural Palmares:
Art. 216. Constituem patrimônio cultural brasileiro os bens de natureza material e imaterial, tomados individualmente ou em conjunto, portadores de referência à identidade, à ação, à memória dos diferentes grupos formadores da sociedade brasileira [...]
§ 5º Ficam tombados todos os documentos e os sítios detentores de reminiscências históricas dos antigos quilombos.
Portanto, a comunidade quilombola de Jesus é um patrimônio cultural brasileiro, tendo em vista que recebeu a certificação de ser uma "reminiscência histórica de antigo quilombo" da Fundação Cultural Palmares no ano de 2009.

## Situação territorial
O título da terra (regularização fundiária) proporciona que a comunidade enfrente menos dificuldades para desenvolver a agricultura (como conflitos pela posse da terra com os fazendeiros da região em que se localiza), que solicite o licenciamento ambiental de seu território e solicite políticas sociais e urbanas para melhorias de suas condições de vida, como infraestrutura urbana de redes de energia, água e esgoto.

Povos Tradicionais ou Comunidades Tradicionais são grupos que possuem uma cultura diferenciada da cultura predominante local, que mantêm um modo de vida intimamente ligado ao meio ambiente natural em que vivem. Através de formas próprias: de organização social, do uso do território e dos recursos naturais (com relação de subsistência), sua reprodução sócio-cultural-religiosa utiliza conhecimentos transmitidos oralmente e na prática cotidiana.